# Stenocheila
Stenocheila is een geslacht van kevers uit de familie van de loopkevers (Carabidae). De wetenschappelijke naam van het geslacht is voor het eerst geldig gepubliceerd in 1832 door Castelnau de Laporte.

## Soorten
Het geslacht Stenocheila omvat de volgende soorten:
- Stenocheila bicolor (Liebke, 1932)
- Stenocheila lacordairei Castelnau, 1832